# Таукум
Тауку́м (Бетпаккум) — песчаный массив в Средней Азии (Казахстан).

## Расположение
Расположен в Балхаш-Алакольской котловине, к югу от озера Балхаш и реки Или, недалеко от Белсексеула, и простирается до плато Бозой. Площадь около 10 000 км². Длина 240 км, ширина от 40 до 60 км. Характеризуется грядовыми и бугристо-грядовыми песками, покрытыми полынно-солянковой (реже полынно-злаковой или кустарниковой) растительностью. Высота песчаных дюн достигает 10—15 метров.

## Флора
Здесь произрастают джузгун, полынь, саксаул, житняк. На юге граница Таукума проходит по течению реки Или, на её берегу распространена древесно-кустарниковая растительность — тугаи, где обитает множество животных.

## Климат
Лето в пустыне длительное и знойное. Средняя температура июля и августа 24 — 26 ° С иногда над поверхностью песка температура достигает 40° С. Осадки бывают в апреле, конце сентября, октябре, в летние месяцы осадки выпадают крайне редко.